# G20 (países en desarrollo)

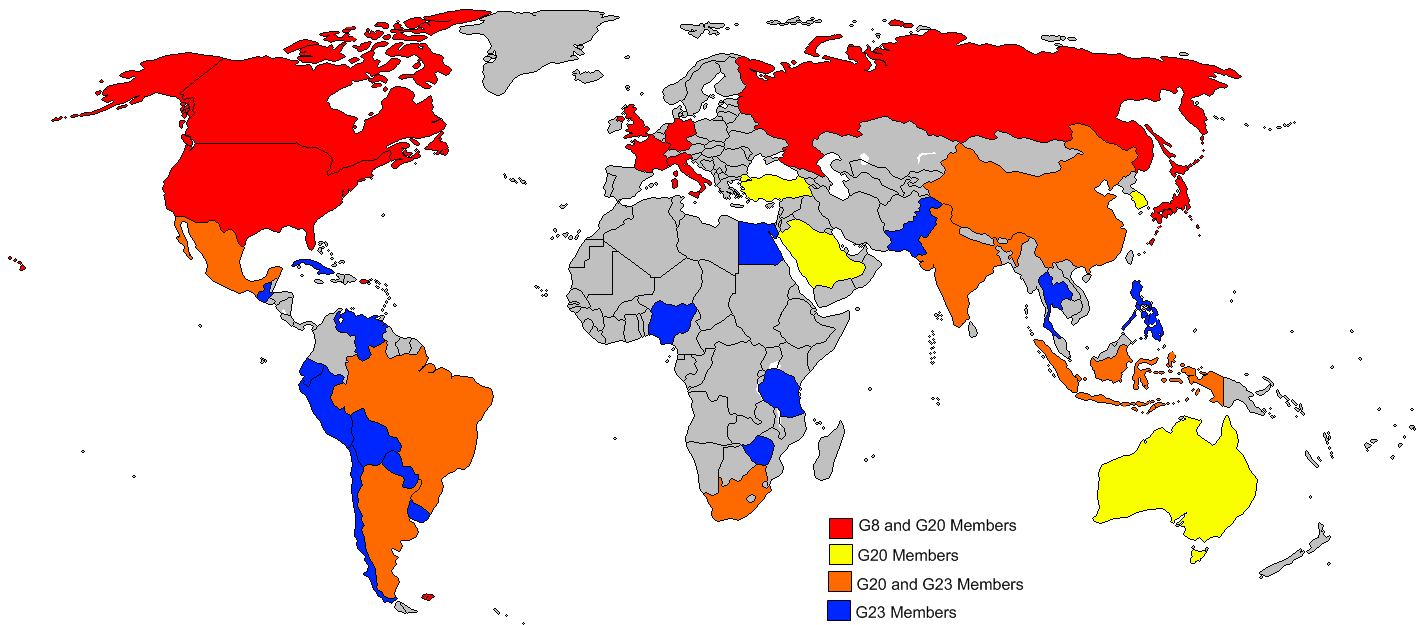
Mapa que muestra las naciones miembros del G8, G20 y G23. Los miembros tanto del G8 como del G20 se muestran en rojo, los miembros solo del G20 se muestran en amarillo, los miembros del G20 y G23 se muestran en naranja y los miembros del G23 exclusivamente se muestran en azul. Nótese que por motivos de simplicidad, se ha omitido la Unión Europea.

El G20 o Grupo de los 20 países en desarrollo, también conocido como G21, G22, G23 y G20+, es un grupo de 23 naciones en desarrollo establecido el 20 de agosto de 2003. El grupo formalmente surgió en la 5ª Conferencia Ministerial de la OMC celebrada en Cancún, México, del 10 de septiembre al 14 de septiembre de 2003.
El G23 representa el 60 % de la población del mundo, el 70 % de sus agricultores y el 26 % de las exportaciones agrícolas del mundo.